# Aeroportul Internațional Craiova
„”
Aeroportul Internațional Craiova este un important aeroport din România, situat în partea de est a orașului Craiova, pe DN65 care leagă Craiova de Pitești. Aeroportul Craiova a fost deschis traficului internațional după certificare, în 2011. Începând cu 23 iulie 2014 Aeroportul Internațional Craiova este bază a companiei Wizz Air, o aeronavă fiindu-i alocată pentru a opera 6 destinații în 4 țări diferite, iar în anul 2016 fiindu-i alocată o a doua aeronavă. Aeroportul International Craiova (CRA) a avut în 2017 un număr de 519.226 pasageri preconizandu-se că până în 2021 va  trece de pragul de 1.000.000 pasageri anual, numarul pasagerilor crescând între 2014-2017 cu peste 600%

## Istoric
În 1938, la 27 ianuarie, Carol al II-lea decreta înființarea „unui aeroport la Craiova, care să servească și ca aerodrom militar, în caz de război (...)”. Începând din acel an, Aeroportul Craiova a funcționat pe actualul amplasament. Decolarea și aterizarea se făceau la acea vreme pe o pistă de pământ având dimensiuni de 1000 x 200 m. Între 1938 și 1956 serviciile pentru pasageri erau practic inexistente.
Între 1950 și 1952 s-a construit o pistă betonată cu dimensiuni de 2000 x 60 m și s-au făcut primele dotări cu mijloace de apropiere și aterizare constând din 2 NDB-uri (transmițătoare radio). La 6 mai 1957 s-a deschis prima linie aeriană, Craiova - București, cu avioane rusești de tip LI-2. În 1959 s-a construit clădirea în care se află astăzi turnul de control și dispeceratul aeroportului și s-a trecut la folosirea avioanelor tip AN-2 până în 1962 când a început utilizarea de avioane moderne, pentru acei ani, de tip IL-14. Acest tip de aeronavă a deservit cursa Craiova - București până în anul 1972.
Tot în perioada 1959 - 1972 s-a extins pista la dimensiunile de 2500 x 60 m și s-a construit o cale de rulare de 380 x 14 m si o platformă pentru îmbarcare - debarcare de 75 x 110 m, ambele din beton. Între anii 1972 și 1989, ruta Craiova - București a fost deservită de avioane tip Antonov An-24 și Ilyușhin Il-18, s-a construit corpul tehnic, sala de așteptare pasageri, centrul de emisie și salonul de protocol al aeroportului.
Revoluția din 1989 și trecerea la economia de piață în România, au dus la scăderea numărului de curse ale companiei TAROM, ceea ce a însemnat sistarea curselor interne regulate începând cu anul 1994.
Din 1995, Aeroportul Craiova a fost deschis traficului intern și internațional, deservind numai curse charter.
Din anul 2007 aeroportul din Craiova s-a reactivat în momentul în care compania aeriană Carpatair a anunțat că deschide curse regulate spre Timișoara de unde pasagerii urmau să se împartă spre diferitele destinații internaționale ale companiei.

## Acces rutier
Aeroportul Internațional Craiova este situat pe drumul european E574 / DN65, și este deservit de linia de autobuz 9 (Craiovița Nouă - Teatrul Național - Metro), operată de RAT Craiova, existând o stație de autobuz în dreptul acestuia. De asemenea, este deservit și de companiile de taxi din oraș. Pe viitor se are în vedere crearea unei linii de autobuz, care să lege Gara Craiova de aeroport. Aeroportul se află la o distanță de 7 km de centrul orașului.

## Destinații
| Companii aeriene | Destinații |
| ---------------- | --- |
| AlbaStar         | Charter sezonier: Palma de Mallorca                                                                                |
| Animawings       | Istanbul (din 3 octombrie 2025) Charter sezonier: Antalya, Creta                                                   |
| Cyprus Airways   | Charter sezonier: Larnaca                                                                                          |
| HiSky            | Charter sezonier: Creta                                                                                            |
| Nouvelair        | Charter sezonier: Monastir                                                                                         |
| Sky Express      | Charter sezonier: Creta                                                                                            |
| TAROM            | Charter sezonier: Antalya, Rodos                                                                                   |
| Wizz Air         | Bari, Bergamo, Birmingham, Bologna, Bruxelles-Charleroi, Dortmund, Londra-Luton, Madrid, Memmingen, Roma-Fiumicino |